# مضاعف (رياضيات)

في الرياضيات، المُضاعَف هو حاصل ضرب كميةٍ ما في عدد صحيحٍ ما. رياضيَّاً، يُقال عن الكمية أ أنَّها مُضاعَفٌ للكمية ب إذا كانت أ = ب × ن، حيث أنَّ ن هو عددٌ صحيحٌ يُسمَّى المُضاعِف. إذا كان أ عدداً غير صفري، فإنه من المكافئ القول بأنَّ أ ÷ ب عددٌ صحيحٌ.

## أمثلة
- {\displaystyle 14=7\times 2}
- {\displaystyle 49=7\times 7}
- {\displaystyle -21=7\times (-3)}
- {\displaystyle 0=7\times 0}
- {\displaystyle 3=7\times (3/7),\quad 3/7}
- {\displaystyle -6=7\times (-6/7),\quad -6/7}